# جاناتان بولیو
جاناتان بولیو (انگلیسی: Jonathan Beaulieu؛ زادهٔ ۱۱ مارس ۱۹۹۳) بازیکن فوتبال اهل فرانسه است.
از باشگاه‌هایی که در آن بازی کرده‌است می‌توان به باشگاه فوتبال کان اشاره کرد.